# Armillipora selvica
Armillipora selvica är en tvåvingeart som beskrevs av Quate 1996. Armillipora selvica ingår i släktet Armillipora och familjen fjärilsmyggor.
Artens utbredningsområde är Costa Rica. Inga underarter finns listade i Catalogue of Life.